# Хейвуд (округ, Северная Каролина)
Округ Хе́йвуд (англ. Haywood County) располагается в штате Северная Каролина, США. Официально образован в 1808 году. По состоянию на 2010 год, численность населения составляла 59 036 человек.

## География
По данным Бюро переписи США, общая площадь округа равняется 1437,451 км2, из которых 1434,861 км2 суша и 1,000 км2 или 0,170 % это водоёмы.

## Население
По данным переписи населения 2000 года в округе проживает 54 033 жителей в составе 23 100 домашних хозяйств и 16 054 семей. Плотность населения составляет 38,00 человек на км2. На территории округа насчитывается 28 640 жилых строений, при плотности застройки около 20,00-ти строений на км2. Расовый состав населения: белые — 96,85 %, афроамериканцы — 1,27 %, коренные американцы (индейцы) — 0,49 %, азиаты — 0,21 %, гавайцы — 0,04 %, представители других рас — 0,44 %, представители двух или более рас — 0,71 %. Испаноязычные составляли 1,41 % населения независимо от расы.
В составе 26,20 % из общего числа домашних хозяйств проживают дети в возрасте до 18 лет, 56,70 % домашних хозяйств представляют собой супружеские пары проживающие вместе, 9,50 % домашних хозяйств представляют собой одиноких женщин без супруга, 30,50 % домашних хозяйств не имеют отношения к семьям, 26,70 % домашних хозяйств состоят из одного человека, 12,30 % домашних хозяйств состоят из престарелых (65 лет и старше), проживающих в одиночестве. Средний размер домашнего хозяйства составляет 2,30 человека, и средний размер семьи 2,76 человека.
Возрастной состав округа: 20,80 % моложе 18 лет, 6,20 % от 18 до 24, 26,90 % от 25 до 44, 27,10 % от 45 до 64 и 27,10 % от 65 и старше. Средний возраст жителя округа 42 лет. На каждые 100 женщин приходится 92,00 мужчин. На каждые 100 женщин старше 18 лет приходится 88,70 мужчин.
Средний доход на домохозяйство в округе составлял 33 922 USD, на семью — 40 438 USD. Среднестатистический заработок мужчины был 30 731 USD против 21 750 USD для женщины. Доход на душу населения составлял 18 554 USD. Около 8,10 % семей и 11,50 % общего населения находились ниже черты бедности, в том числе — 17,40 % молодежи (тех, кому ещё не исполнилось 18 лет) и 10,30 % тех, кому было уже больше 65 лет.